# Umeå
Umeå (en finès:Uumaja) és una ciutat universitària de Västerbotten a Suècia.
Umeå és la ciutat més gran de Norrland, la capital del comtat de Västerbotten i la seu del municipi d'Umeå. La seu del municipi té 74.645 habitants (2005) i el total municipal 114.075 (2009).
Umeå és un centre de recerca i educació de Suècia, té dues universitats amb més de 30.000 estudiants. La ciutat ha estat escollida Capital europea de la cultura per l'any 2014.

## Història
La primera menció escrita d'Umeå és del segle xiv. Els comtats del nord de Suècia, incloent Västerbotten i Norrbotten, estaven habitats pel poble sami. Probablement les raons de l'assentament eren la proximitat del riu.
Va perdre el seu privilegi de població l'any 1592 i va ser tornada a fundar el 1622 pel rei Gustau Adolf. El 1638 només tenia 40 cases. Va patir els atacs russos de 1714 i 1720 quan va ser totalment cremada. El 1809 l'exèrcit rus va prendre la ciutat i la va retenir de juny a agost.
El juny de 1888, un incendi devastà la ciutat i en la restauració s'hi van plantar bedolls platejats per prevenir un futur incendi. Per aquesta raó la ciutat és coneguda com a "Björkarnas Stad", (la ciutat dels bedolls) o "El petit estocolm".

## Geografia
Umeå està situada al Golf de Bòtnia a la desembocadura del riu Ume al sud de Västerbotten. És la ciutat més gran al nord d'Estocolm-Uppsala. Holmsund li serveix de port. Està connectat per ferri amb Vaasa de Finlàndia.
El clima d'Umeå és subàrtic, amb influència hivernal del Corrent del Golf.

## Universitats
La ciutat acull la Universitat d'Umeå i el campus d'Umeå de la Universitat Sueca de Ciències Agricoles.

## Llocs destacats
- Guitars – the Museum, museu de guitarres elèctriques.
- Västerbottens museum, Museu comarcal

- Döbelns park